# Satoru Nakajima
Satoru Nakajima (Japans: 中嶋 悟, Nakajima Satoru) (Okazaki, 23 februari 1953) is een voormalig Japans autocoureur. Hij maakte zijn Formule 1-debuut in 1987 bij Lotus en nam deel aan 80 Grands Prix waarvan hij er 74 mocht starten. Hij scoorde 16 punten.
Hij startte met racen toen hij zijn rijbewijs had gehaald. Hij debuteerde in 1973 in de Suzuka Circuit Series, welke hij won. Vijf jaar later won hij zijn eerste race in de Japanse Formule 2. In 1981 won hij het kampioenschap, waarna hij de raceklasse begon te domineren. Hij won de volgende zes jaar vijfmaal de series, allemaal met een Honda V6.
Hierna kon hij naar de Formule 1, waarin hij debuteerde op 34-jarige leeftijd. Dit maakt hem een van de oudste debutanten ooit. Hij reed in een Lotus, met Honda-motoren. Hij wist indruk te maken door in zijn tweede race onmiddellijk een zesde plaats te behalen.
Honda verliet het team in 1988 waardoor ze met Judd-motoren gingen rijden. Het werd een erg wisselvallig seizoen, met als dieptepunt de Grand Prix van België waarin beide Lotus-rijders zich niet wisten te kwalificeren. Dit was voor het eerst in de dertigjarige geschiedenis van het team, het begin van het einde ervan. Er was ook nog een positief punt aan het seizoen: een vierde plaats en snelste ronde in de door regen geteisterde Grand Prix van Australië. Hiermee evenaarde hij zijn beste finish uit de Grand Prix van Groot-Brittannië in 1987.
Satoru ging in 1990 naar Tyrrell en Honda stapte over naar het team in 1991. Het werden twee matige jaren voor de Japanner achteraan het veld. Honda verliet de Formule 1 om een volwaardige constructeur te worden, waarvan Nakajima ook rijder zou worden. De auto werd voorgesteld in februari 1993. Het doorstond de crashtests waardoor het team in de Formule 1 kon rijden. Het team verbeterde het chassis in 1993, waarna in januari 1994 de eerste officiële tests op het programma stonden. Het team nam uiteindelijk toch niet deel in de Formule 1 en koos ervoor om in de CART en IRL motoren te leveren.
Dit betekende het eind van de racecarrière van Nakajima. Hij startte een team, Nakajima Racing, in de Formule Nippon. Tom Coronel (1999), Toranosuke Takagi (2000) en Ralph Firman (2002) wonnen in Nakajima's wagens het kampioenschap. Satoru's zoon, Kazuki Nakajima, reed in de seizoenen 2008 en 2009 in de Formule 1 bij Williams. Op dit moment heeft Kazuki een stoeltje in het FIA World Endurance Championship bij het team van Toyota.
Er werd ook een videospel genoemd naar Nakajima: F1 Grand Prix - Nakajima Satoru op de Sega Mega Drive, uitgebracht in Japan in 1991.